# ブリエノン
ブリエノン （Briennon）は、フランス、オーヴェルニュ＝ローヌ＝アルプ地域圏、ロワール県のコミューン。

## 地理
村はロアンヌ・ア・ディゴワン運河沿い、ロワール川に隣接する。川に架かる橋は対岸のプイイ＝スー＝シャルリューとの間をつなぐ。

## 由来
ガリア語のBriennos（カラス）がガリア語のmagosを伴った名称である。ガリア語の単語magosは、最初単なる野原を指す名称で、その後市場の開かれる場所となり、この市場の周りで発展したのが最終的に村か町になった。

## 人口統計
| 1962年 | 1968年 | 1975年 | 1982年 | 1990年 | 1999年 | 2009年 | 2014年 |
| ------ | ------ | ------ | ------ | ------ | ------ | ------ | ------ |
| 1245   | 1237   | 1236   | 1580   | 1652   | 1681   | 1721   | 1709   |

参照元:1962年から1999年までは複数コミューンに住所登録をする者の重複分を除いたもの。それ以降は当該コミューンの人口統計によるもの。1999年までEHESS/Cassini、2006年以降INSEE。